# CARNIVAL・BABEL・REVIVAL
「CARNIVAL・BABEL・REVIVAL 〜カルナバル・バベル・リバイバル〜」は、林原めぐみとたかはしごうによるデュエットシングル。2003年9月26日にスターチャイルドから発売された（KICM-1084）。

## 概要
林原のソロシングル「負けないで、負けないで…」と同時発売された。通常、日本でのCD発売は水曜日が基本となるが、本作は金曜日に発売されている。
表題曲である「CARNIVAL・BABEL・REVIVAL 〜カルナバル・バベル・リバイバル〜」は、1994年に放送されたテレビアニメ『BLUE SEED』の主題歌であるTAKADA BAND（立木文彦・三松亜美）の「CARNIVAL・BABEL 〜カルナバル・バベル〜」のカバー曲である。カップリング曲にはOVA『3×3 EYES』の楽曲「青い月の下で」、「夜はLogo Logo」、「Believe」（歌：TAKADA BAND）のカバーが収録されている。
カップリング3曲はDVD『3×3EYES DVD Special Edition』の特典CD『3×3EYES 再造の章』に収録されていたものであり、同3曲に表題曲を加えたものがこのCDである。なお、『3×3EYES 再造の章』に収録されていた「風をつかまえて」、「遥かなる抱擁 -Embrasser-」、「3×3EYES」の3曲は今作品には収録されなかった。

## 記録
CD発売がオリコンランキングの集計で不利になる金曜日であったにもかかわらず、オリコン週間ランキングでは9位を記録した。また、同時発売された林原めぐみのソロシングル「負けないで、負けないで…」も週間ランキングで8位を記録。2枚ともに週間TOP10入りを果たした。

## 収録曲
1. CARNIVAL・BABEL・REVIVAL 〜カルナバル・バベル・リバイバル〜 [4:06]
作詞：松葉美保、作曲：飯塚昌明、編曲：たかはしごう
2. 青い月の下で [4:32]
作詞：木本慶子、作曲：飯塚昌明、編曲：西岡治彦
3. 夜はLogo Logo [3:58]
作詞：渡辺なつみ、作曲：中村祐介、編曲：山中紀昌
4. Believe [4:37]
作詞：木本慶子、作曲：飯塚昌明、編曲：西岡治彦
5. CARNIVAL・BABEL・REVIVAL 〜カルナバル・バベル・リバイバル〜（Off Vocal Version） [4:07]
6. CARNIVAL・BABEL・REVIVAL 〜カルナバル・バベル・リバイバル〜（Off MEGUMI's Vocal Version） [4:07]
7. CARNIVAL・BABEL・REVIVAL 〜カルナバル・バベル・リバイバル〜（Off GO's Vocal Version） [4:06]

## 収録アルバム
| 曲名                                                        | 収録アルバム                                  | 発売日        | 規格品番        | 備考                                   |
| ----------------------------------------------------------- | --------------------------------------------- | ------------- | --------------- | -------------------------------------- |
| CARNIVAL・BABEL・REVIVAL 〜カルナバル・バベル・リバイバル〜 | 『DUO』                                       | 2016年2月3日  | KICS-3346〜3348 |                                        |
| 青い月の下で                                                | 『3×3 EYES 再造の章』                         | 2003年5月21日 | SSX-10044       | オリジナルとカラオケバージョンが収録。 |
| 青い月の下で                                                | 『3×3 EYES Blu-ray BOX 特典CD COLLECTION #1』 | 2010年8月4日  | SSX-10175       | オリジナルとカラオケバージョンが収録。 |
| 青い月の下で                                                | 『DUO』                                       | 2016年2月3日  | KICS-3346〜3348 |                                        |
| 夜はLogo Logo                                               | 『3×3 EYES 再造の章』                         | 2003年5月21日 | SSX-10044       | オリジナルとカラオケバージョンが収録。 |
| 夜はLogo Logo                                               | 『3×3 EYES Blu-ray BOX 特典CD COLLECTION #1』 | 2010年8月4日  | SSX-10175       | オリジナルとカラオケバージョンが収録。 |
| Believe                                                     | 『3×3 EYES 再造の章』                         | 2003年5月21日 | SSX-10044       | オリジナルとカラオケバージョンが収録。 |
| Believe                                                     | 『3×3 EYES Blu-ray BOX 特典CD COLLECTION #1』 | 2010年8月4日  | SSX-10175       | オリジナルとカラオケバージョンが収録。 |